# 基拉尔德
基拉尔德，是匈牙利包尔绍德-奥包乌伊-曾普伦州所辖的一个村。总面积7.88平方公里，总人口881，人口密度111.8人/平方公里（2011年1月1日）。